# Реймський трамвай
Реймський трамвай (фр. Tramway de Reims) — трамвайна мережа французького міста Реймс.

## Історія
- Докладніше: Реймський історичний трамвай[fr]

Перший трамвай на кінній тязі з'явився на вулицях міста у 1881 році, У 1900 році мережа була електрифікована. Внаслідок першої світової війни мережа була повністю зруйнована, відновлення в повоєнні роки зайняло декілька років. У 1932 році муніципалітет закупив перші автобуси, які незабаром стали основним громадським транспортом в місті. Не витримавши конкуренції трамвайна мережа почала стрімко скорочуватися, і вже у листопаді 1939 року була остаточно ліквідована.

## Сучасна мережа
Розмови про повернення трамваю на вулиці міста почалися ще у 1980-х роках, але до реалізації діло не дійшло. До ідеї повернулися у 2003 році, проєкт був затверджений у 2006, будівництво сучасної мережі розпочалося у травні 2008 року. Урочиста церемонія відкриття мережі довжиною 11,2 км з 23 зупинками відбулася 16 квітня 2011 року . Частина маршруту завдовжки приблизно 1,9 км. поблизу Реймського собору побудована без контакної мережі, трамваї на цій дистанції живляться від третьої рейки, що вбудована в бетонне покриття, таким чином вдалося позбутися від дротів що можуть псувати вигляд історичного центру міста. Мережу обслуговують 18 зчленованих, низькопідлогових, п'ятисекційних трамваїв alstom citadis 302.

## Галерея

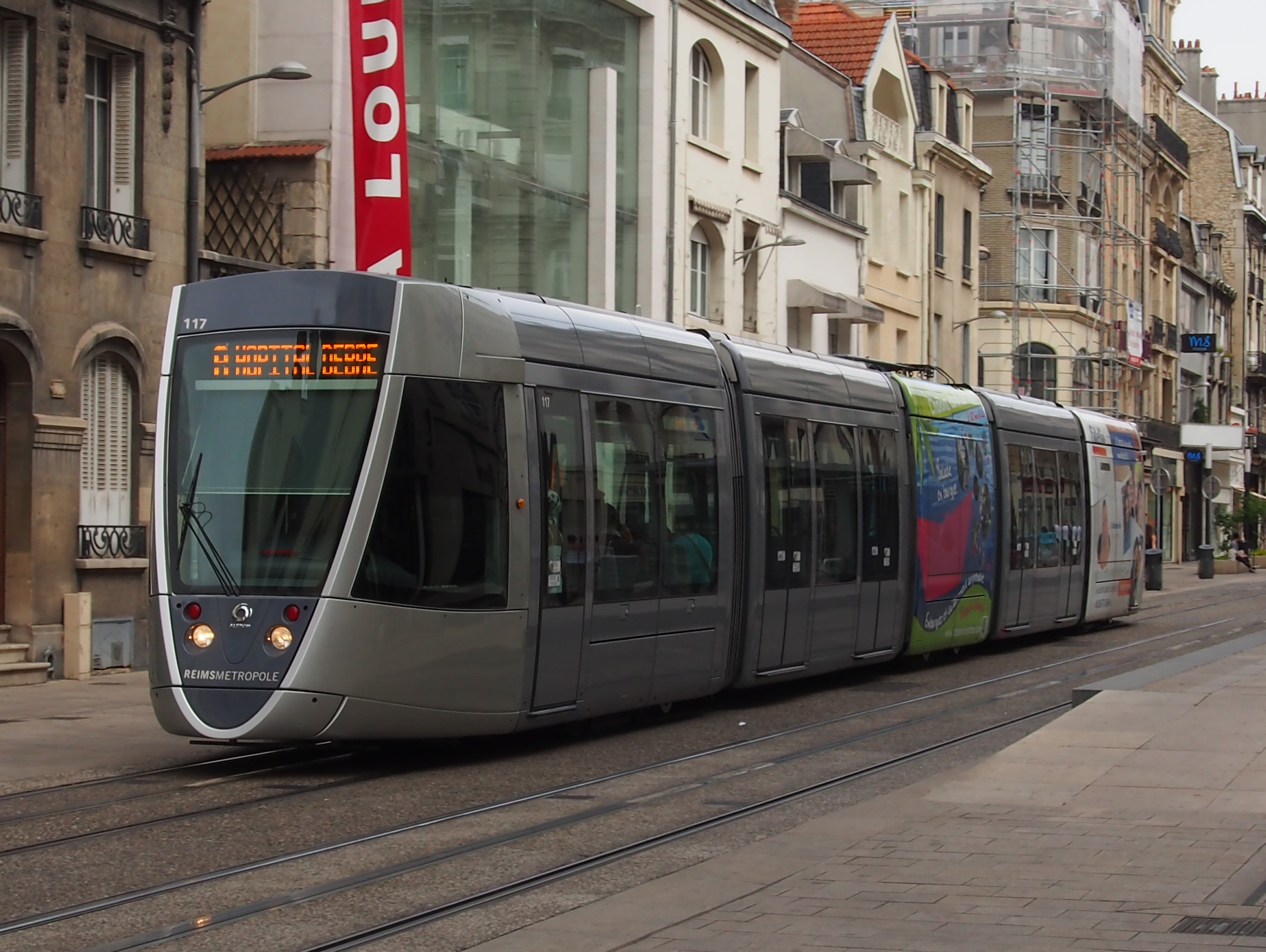
Трамвай на дільниці без контактної мережі
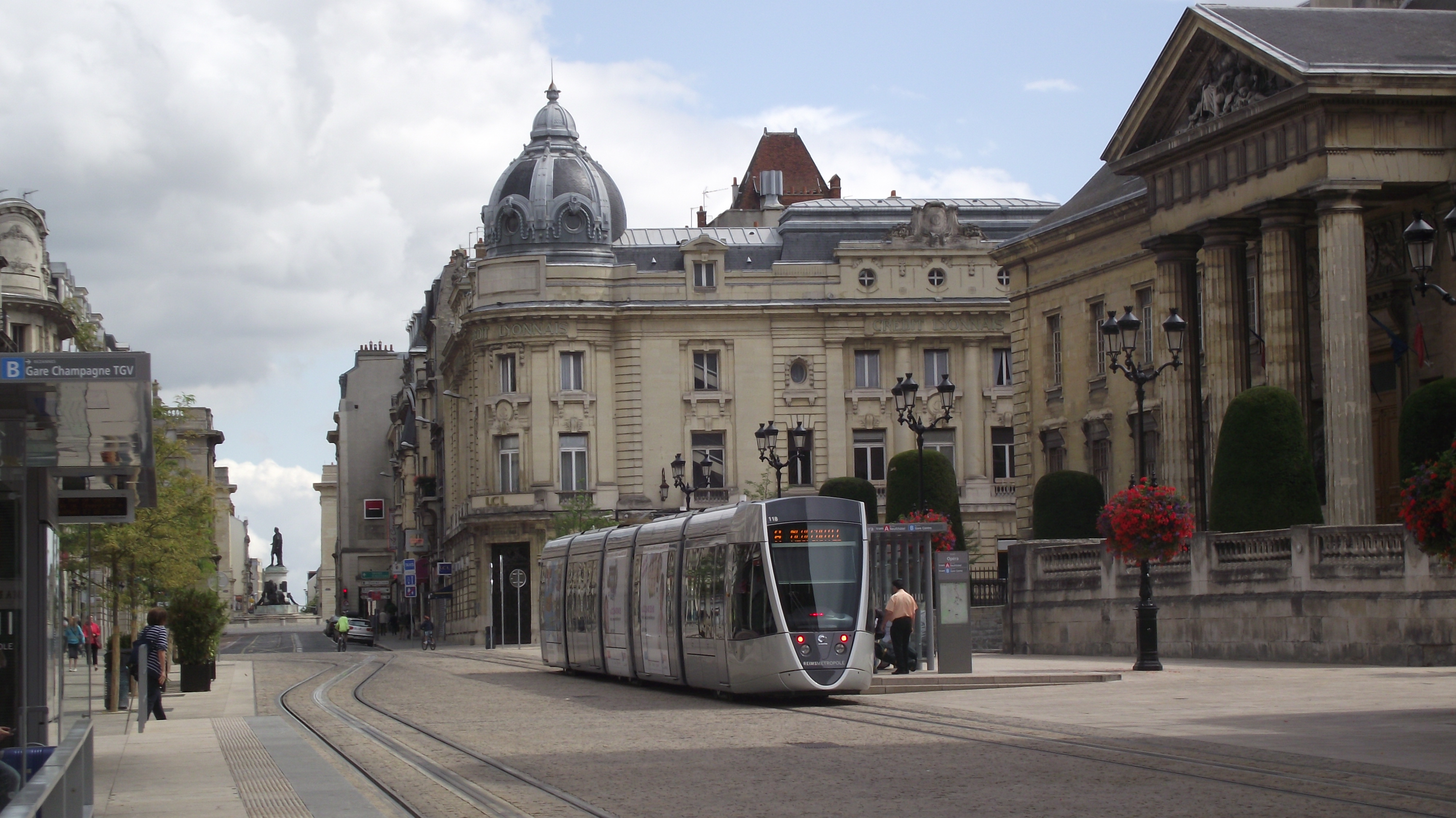
Трамвай в історичному центрі міста
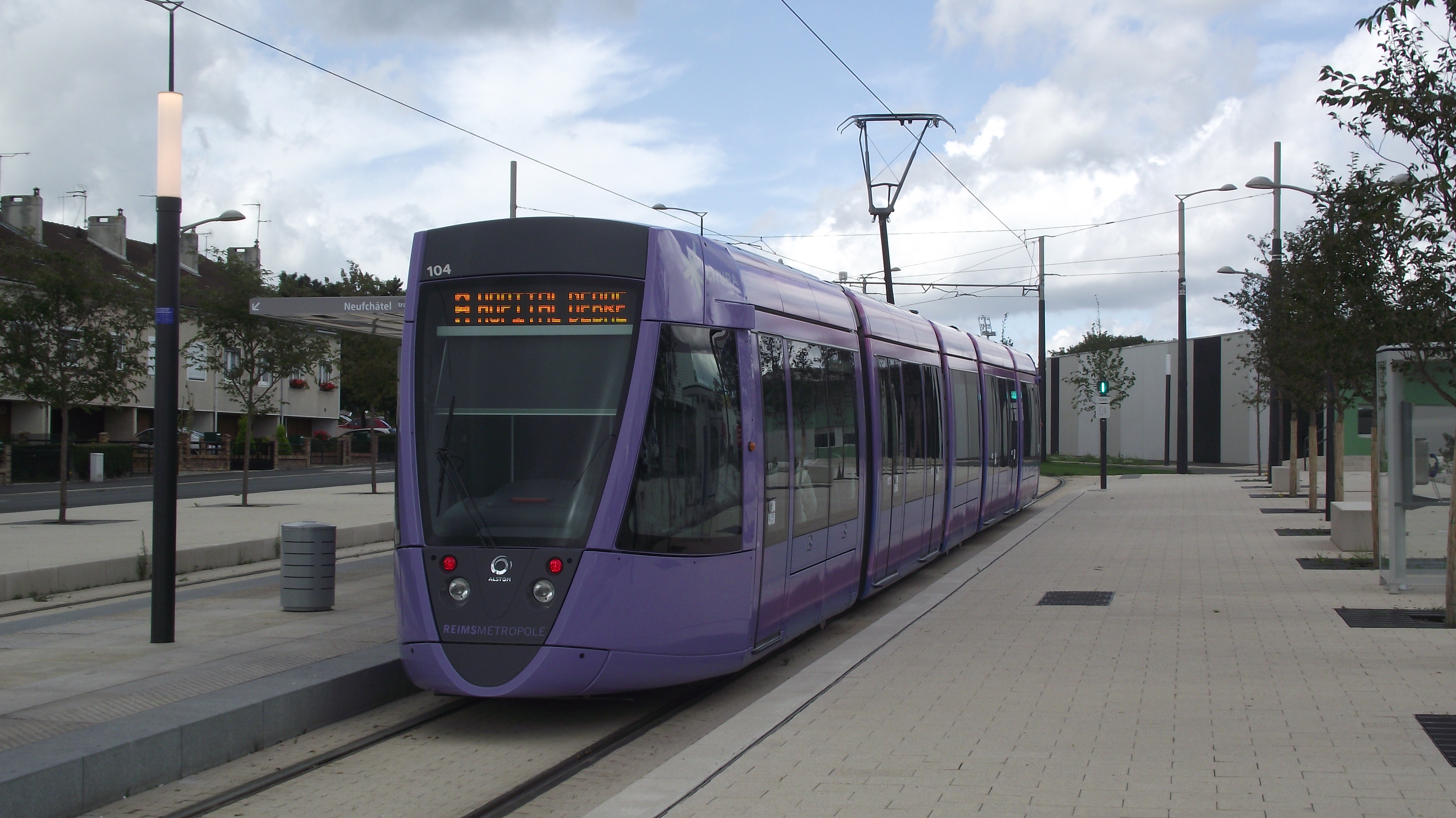
Трамвай на дільниці з контактною мережею
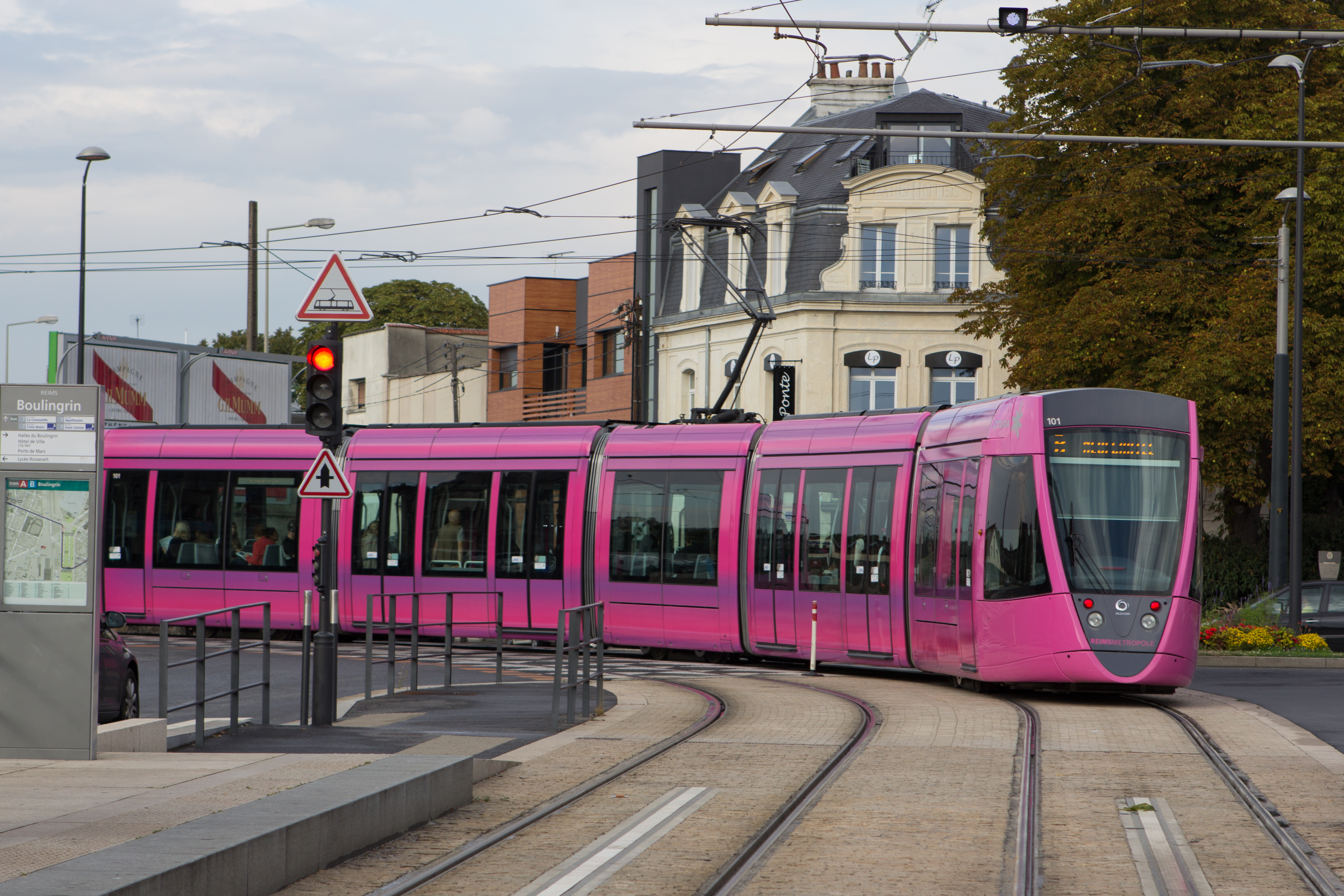
Трамвай на вулицях міста